# Hermann Pokorny

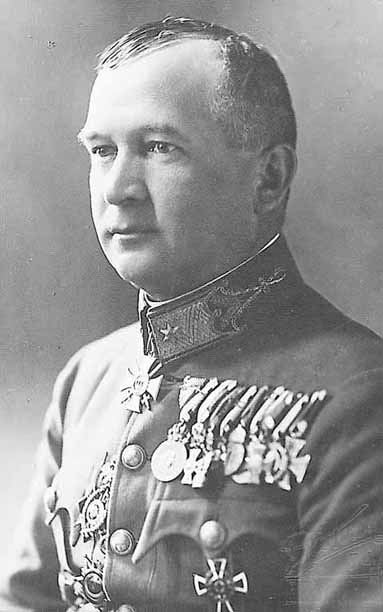
Hermann Pokorny (1925)

Hermann Pokorny (* 7. April 1882 in Kremsier, Österreich-Ungarn; † 18. Februar 1960 in Budapest, Ungarn) war während der Zeit des Ersten Weltkriegs ein österreichisch-ungarischer Kryptoanalytiker. Seine erfolgreichen Entzifferungen, insbesondere der Bruch der damaligen russischen Chiffren, trugen wesentlich zum Sieg der Mittelmächte an der Ostfront bei. Er war Mitglied des ungarischen Heldenordens Vitézi Rend.

## Leben

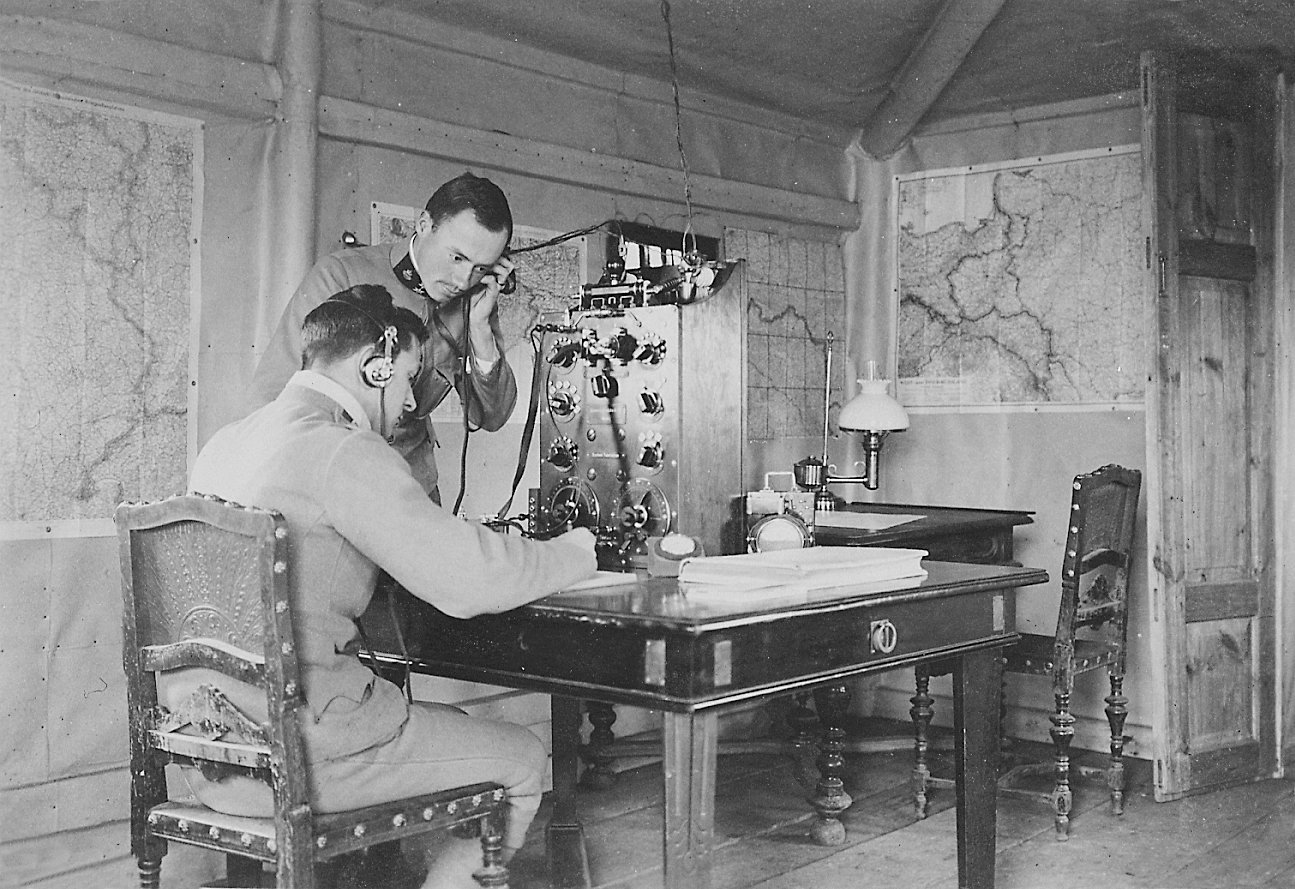
Major Pokorny im Ersten Weltkrieg (1914)

Hermann Pokorny wurde im damals deutschsprachigen Mähren als Sohn eines Kremsierer Postmeisters geboren. Er war ein Cousin des polnischen Kryptoanalytikers Franciszek Pokorny. Im Jahr 1906 trat er als Kadett in den aktiven Dienst der k.u.k. Armee ein und kam 1910 zum Instruktionsbüro des Generalstabes in Wien.
Während des Ersten Weltkriegs wirkte er im Range eines Majors  als Kryptoanalytiker. Er leitete die Kriegschiffregruppe des österreichisch-ungarischen Generalstabs und befasste sich erfolgreich mit der Entzifferung der russischen Chiffren (polyalphabetische Substitutionen ähnlich Vigenère mit selten wechselnden Schlüsseln und einfache monoalphabetische Substitutionen). Für seine Verdienste erhielt er im Jahr 1918, nun im Range eines Oberstleutnants, die Große Militär-Verdienstmedaille (Gold), die insgesamt nur an 30 Personen verliehen wurde.
Nach dem Krieg sah er sich in der nach dem Zerfall Österreich-Ungarns entstandenen Tschechoslowakei aufgrund seiner deutschen Muttersprache nicht willkommen geheißen. In der neuen Republik Österreich hingegen wurde ihm seine mährisch-tschechische Abstammung verübelt. So trat er in die ungarische Armee ein und erwarb die ungarische Staatsbürgerschaft. Er konnte seine militärische Karriere dort fortsetzen und wurde 1935 im Range eines Generalmajors pensioniert. 1945 diente er noch einmal kurz im Hauptquartier Malinowskis und erhielt den Rang eines Generalobersten. 1949 trat er endgültig in den Ruhestand.